# Leslie Bibb
Leslie Louise Bibb (Bismarck, 17 november 1974) is een Amerikaans actrice en voormalig model (Elite Model). Ze kreeg in 2001 een Young Hollywood Award als nieuwe vrouwelijke verschijning.
Bibb maakte haar acteerdebuut in 1996 met eenmalige gastrolletjes in de televisieseries Pacific Blue en Home Improvement. Een jaar later was ze voor het eerst te zien in een film, zij het als naamloze gids in Private Parts. Datzelfde jaar volgde niettemin ook een filmrol als Fawn in Touch Me en een aanstelling als vaste actrice in de dramaserie The Big Easy, als Janine Rebbenack.
Bibb speelde sinds haar debuut voor de camera's in meer dan tien bioscoopfilms en was daarnaast te zien in wederkerende rollen in televisieseries als ER en Crossing Jordan. Ze had eenmalige gastrolletjes in onder meer Just Shoot Me! (1997), Early Edition (1998), Nip/Tuck (2004), CSI: Miami en Entourage (beide 2007).
Bibb trouwde in november 2003 met Rob Born, maar scheidde een jaar later van hem. Ze heeft twee oudere zussen.

## Filmografie
*Exclusief televisiefilms
- Juror No. 2 (2024)
- About My Father (2023)
- The Lost Husband (2020)
- Running with the Devil (2019)
- Tag (2018)
- The Babysitter (2017)
- Awakening the Zodiac (2017)
- To the Bone (2017)
- Don Verdean (2015)
- No Good Deed (2014)
- Flight 7500 (2014)
- Take Care (2014)
- Hell Baby (2013)
- Movie 43 (2013)
- Meeting Evil (2013)
- A Good Old Fashioned Orgy (2011)
- Zookeeper (2011)
- Miss Nobody (2010)
- Iron Man 2 (2010)
- Law Abiding Citizen (2009)
- Confessions of a Shopaholic (2009)
- Trick 'r Treat (2008)
- The Midnight Meat Train (2008)
- Iron Man (2008)
- Sex and Death 101 (2007)
- My Wife Is Retarded (2007)
- Talladega Nights: The Ballad of Ricky Bobby (2006) – Carley Bobby
- Wristcutters: A Love Story (2006)
- See Spot Run (2001)
- The Young Unknowns (2000)
- The Skulls (2000)
- This Space Between Us (1999)
- Touch Me (1997)
- Private Parts (1997)

## Televisieseries
*Exclusief eenmalige gastrollen

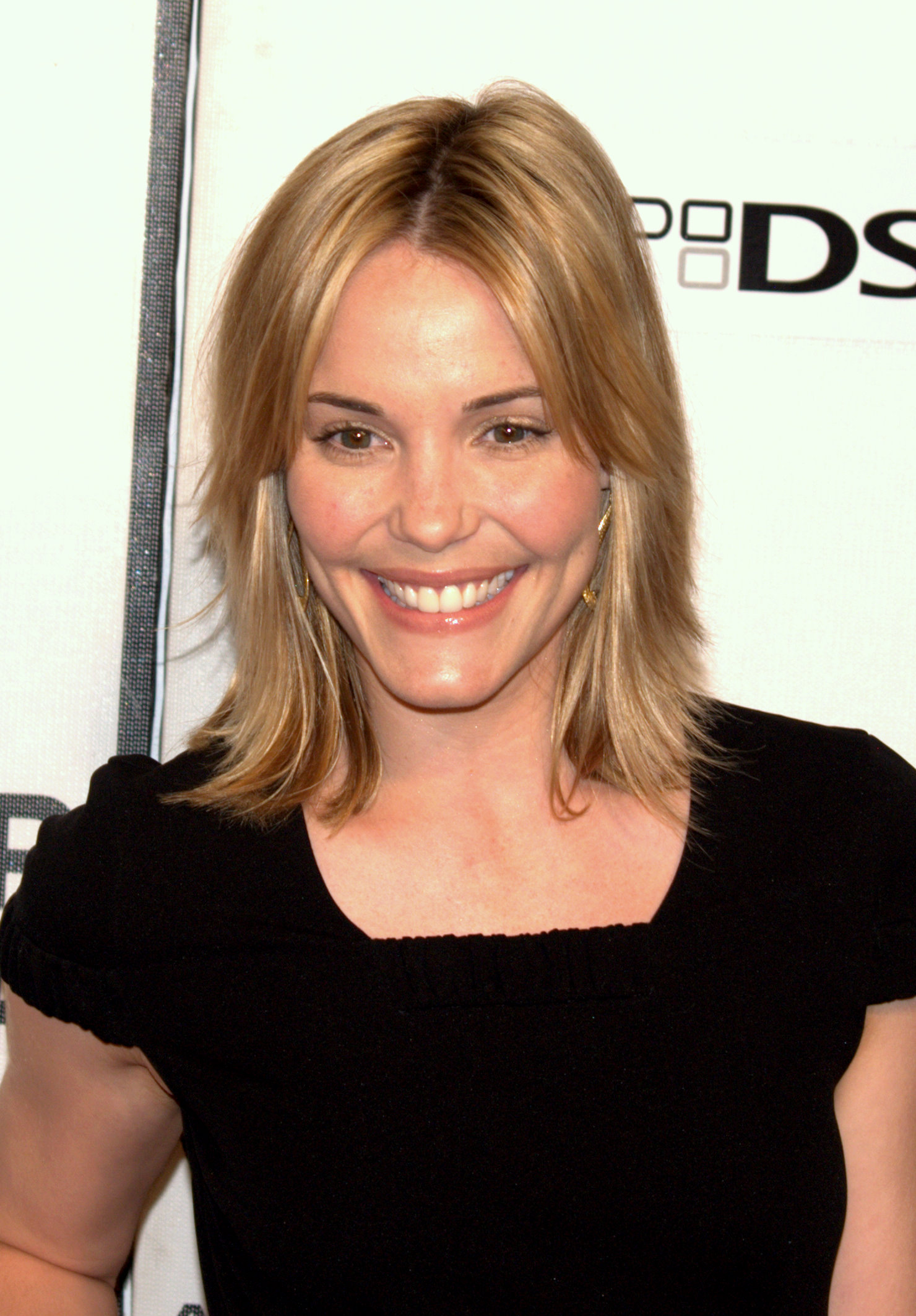
Leslie Bibb in 2009

- The White Lotus - Kate Bohr (2025, seizoen 3, acht afleveringen)
- Palm Royale - Dinah Donahue (2024, 10 afleveringen)
- God's Favorite Idiot, Satan (2022, 5 afleveringen)
- What If...? - Christine Everhart (stem) (2021, twee afleveringen)
- American Housewife - Viv (2016-2020, elf afleveringen)
- Nobodies - Sam (2017-2018, twaalf afleveringen)
- WHiH Newsfront - Christine Everhart (2015-2016, acht afleveringen)
- The League - Meegan (2009-2015, zeven afleveringen)
- About a Boy - Dakota (2014-2015, zes afleveringen)
- The Following - Jana Murphy (2014, twee afleveringen)
- Burning Love - Bevarly (2013, zes afleveringen)
- GCB - Amanda Vaughn (2012, tien afleveringen)
- Kings - Information Minister Katrina Ghent (2009, vier afleveringen)
- Crossing Jordan - Detective Tallulah 'Lu' Simmons (2002-2007, vijftien afleveringen)
- Line of Fire - Paige Van Doren (2003-2004, dertien afleveringen)
- ER - Erin Harkins (2002-2003, acht afleveringen)
- Popular - Brooke McQueen (1999-2001, 43 afleveringen)
- The Big Easy - Janine Rebbenack (1997, dertien afleveringen)